# 5168 Jenner
5168 Jenner (1986 EJ) là một tiểu hành tinh vành đai chính được phát hiện ngày 6 tháng 3 năm 1986, bởi Carolyn S. Shoemaker ở Đài thiên văn Palomar, San Diego, California, Hoa Kỳ.